# Унгураш (Клуж)
Унгураш (рум. Unguraș) — село у повіті Клуж в Румунії. Входить до складу комуни Унгураш.
Село розташоване на відстані 337 км на північний захід від Бухареста, 50 км на північний схід від Клуж-Напоки.

## Населення
За даними перепису населення 2002 року у селі проживали 1937 осіб.
Національний склад населення села:
| Національність | Кількість осіб | Відсоток |
| -------------- | -------------- | -------- |
| угорці         | 1761           | 90,9%    |
| румуни         | 131            | 6,8%     |
| цигани         | 42             | 2,2%     |

Рідною мовою назвали:
| Мова      | Кількість осіб | Відсоток |
| --------- | -------------- | -------- |
| угорська  | 1757           | 90,7%    |
| румунська | 171            | 8,8%     |